# 藤井一彦 (実業家)
藤井 一彦（ふじい かずひこ、1961年6月17日 - ）は、日本の実業家、株式会社カネカ代表取締役社長。

## 人物・経歴
1961年6月17日生まれ。東京都出身。
1985年3月、立教大学経済学部卒業。同年4月、鐘淵化学工業株式会社（現・株式会社カネカ）入社。
2012年4月、カネカノースアメリカLLC取締役社長に就任。
2012年6月、株式会社カネカ執行役員、2016年6月、同社取締役常務執行役員、2020年4月、同社取締役副社長。
2024年4月、同社代表取締役社長に就任。